# Thunder & Lightning (videogioco)
Thunder & Lightning (Family Block in Giappone) è un videogioco d'azione arcade sviluppato dalle aziende SETA e Visco e pubblicato nel 1990. Romstar rilasciò successivamente un porting per Nintendo Entertainment System quello stesso anno in Nord America mentre in Giappone l'anno successivo. Il gameplay è un clone di Breakout.
Un sequel venne pubblicato successivamente, dal titolo Thunder & Lightning 2 (Block Carnival in Giappone).